# Zonopterus diversus
Zonopterus diversus är en skalbaggsart som beskrevs av Charles Joseph Gahan 1906. Zonopterus diversus ingår i släktet Zonopterus och familjen långhorningar.
Artens utbredningsområde är Sri Lanka. Inga underarter finns listade i Catalogue of Life.